# Llei de Darcy

Esquema de l'equip usat per Darcy pels seus assaigs a càrrega constant en el càlcul de la permeabilitat

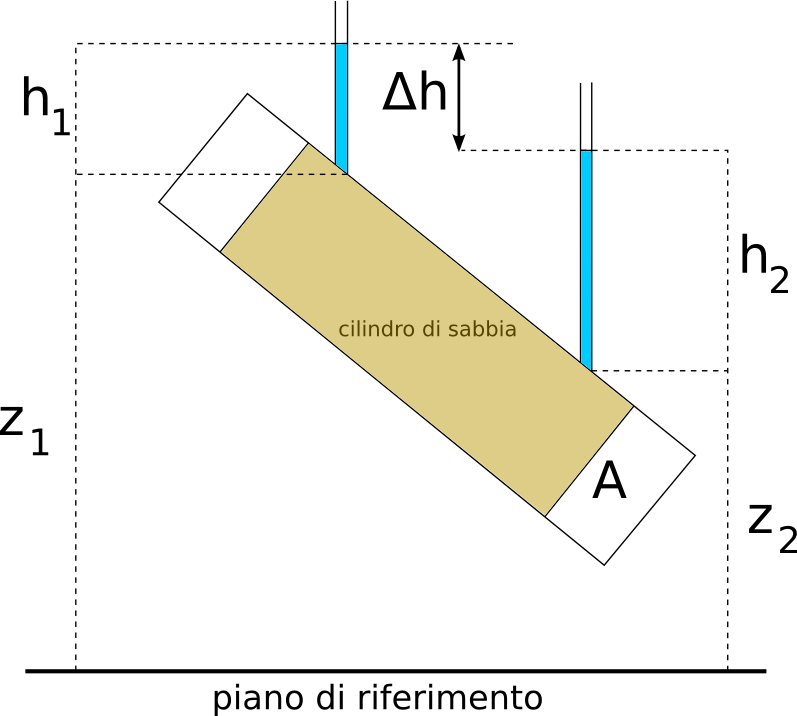
Cilindre inclinat ple de sorra, travessat per l'aigua usat per demostrar la Llei de Darcy

La llei experimental de Darcy o Llei de Darcy va ser establerta per Henry Darcy. És especialment útil per calcular els escorriments subterranis d'aigua o un líquid, verticalment a través del sòl cap a la capa freàtica per exemple, o a través d'un medi porós. En hidràulica i edafologia serveix per calcular els coeficients de percolació, o de circulació horitzontal o vertical de l'aigua, segons la massa d'aigua present en superfície o en un medi hidròfil.
Aquesta llei relaciona matemàticament l'escorriment estacionari d'un fluid incompressible caracteritzat per una viscositat "μ" a través d'un medi porós caracteritzat per una permeabilitat "K", permet especialment mesurar, modelitzar el rendiment d'aigua que es pot escorre per gravetat o capil·laritat a través d'un sòl o un material porós de secció A i llargada L.
Descriu el fenomen físic següent: com més important sigui la capa d'un líquid més ràpidament percolarà en el medi. Aquesta percolació serà cap avall per acció de la gravetat però també cap a totes les direccions per la capil·laritat segons les característiques del medi.
La llei de Darcy s'expressa per la fórmula següent :
{\displaystyle Q=KA{\frac {\Delta h}{L}}}
també es pot escriure: 
{\displaystyle Q=KA{\frac {\Delta P}{\rho .g.L}}}
amb : 
- Q : cabal (m³/s).
- K : la conductivitat hidràulica o coeficient de permeabilitat (m/s).
- A : la superfície de la secció estudiada (m²)
- {\displaystyle {\frac {\Delta h}{L}}} : El gradient hidràulic (i = Δh/L), o Δh és la diferència d'altures piezomètriques, L és la llargada de la mostra.
- {\displaystyle \Delta P} : la diferència de pressió hidroestàtica